# Ludwig Lambert
Ludwig Lambert (1904 - après 1952), est une personnalité politique allemande. Cadre du NSDAP, il fut trésorier du Gau Koblenz-Trier et Oberstfrontführer dans l'Organisation Todt.

## Biographie
Ludwig Lambert naît le 9 août 1904, à Metz, une ville de garnison animée d'Alsace-Lorraine. Avec sa ceinture fortifiée, Metz est alors la première place forte du Reich allemand.
Après des études secondaires dans une Oberrealschule, une école professionnelle, Lambert suit une formation commerciale de 1921 à 1925. Il travaille ensuite comme administratif dans le domaine commercial et s'inscrit au NSDAP en 1931. La même année, il devient membre du NSKK, une organisation paramilitaire du parti nazi spécialisée dans les transports.
De septembre 1932 à avril 1939, il est employé à plein temps par le parti à Coblence, s'occupant des affaires sociales, du travail et de la solidarité dans son secteur. D'abord comptable à la direction du Gau Koblenz-Trier, il devient Gauschatzmeister, trésorier en janvier 1934. En 1938, il est promu Standartenführer au NSKK en raison de ses activités dans le  sport automobile. Le 24 avril 1939, il est suspendu de ses fonctions en raison de malversations financières dans les comptes de la direction du Gau. Le 22 juin 1939, il propose ses services à l'Organisation Todt, une organisation spécialisée dans le génie civil et militaire.
Pendant la Seconde Guerre mondiale, Ludwig Lambert servira en tant que Oberstfrontführer en France, en Yugoslavie, en Russie et en Norvège. En Europe de l'Est, Lambert travaille comme ingénieur, puis ingénieur en chef à partir de 1943, au sein de l' Einsatzgruppe Russland-Mitte.
Affecté ensuite à l'OT-Einsatzgruppe West, avec le grade de SS-Standartenführer, Lambert travaille dans la section III du Frontführung OTZ PARIS en septembre 1943. Affecté enfin en Norvège, comme Hauptbauleiter, à lAbteilung Frontfuhrung de l'OT-Einsatzgruppe Wiking, Lambert succède au SA Oberführer Sengen.
Après guerre, Lambert exerce le métier d'architecte d'intérieur à Bingen, avant d'être arrêté le 12 avril 1948, en raison de ses malversations financières des années 1930. Interné à Diez et Trier-Petrisberg, il sera libéré en mai 1949, moyennant une amende de 500 Deutsche Mark. On perd sa trace après son divorce en 1952.

## Sources
- Franz Maier: Biographisches Organisationshandbuch der NSDAP und ihrer Gliederungen im Gebiet des heutigen Landes Rheinland-Pfalz, Verlag v. Hase & Koehler, Mayence, 2007.
- Notice biographique sur  Rheinland-Pfälzische Personendatenbank